# Sumner, Iowa
Sumner är en ort i Bremer County, och Fayette County, i Iowa. Vid 2020 års folkräkning hade Sumner 2 030 invånare.